# Paradriopea
Paradriopea – rodzaj chrząszczy z rodziny kózkowatych i podrodziny zgrzypikowych.

## Zasięg występowania
Przedstawiciele tego rodzaju występują w Azji Południowo-Wschodniej.

## Systematyka
Do Paradriopea zaliczanych jest 8 gatunków:
- Paradriopea birmanica
- Paradriopea definita
- Paradriopea elegans
- Paradriopea fruhstorferi
- Paradriopea griseofasciatus
- Paradriopea immunda
- Paradriopea seorsa
- Paradriopea tenuis